# Liro-plaquette
De Liro-plaquette is een plaquette aangebracht op het gebouw Sarphatistraat 47-55 te Amsterdam-Centrum.
In dit gebouw was vanaf 1941 tot 1945 de bank Lippmann, Rosenthal & Co. gevestigd, een roofbank. Op 26 maart 2003 werd de plaquette onthuld door Ronny Naftaniel. Plaatsing was een initiatief van de Nederlandse Vereniging van Banken, het Centraal Joods Overleg en "Stichting Platform Israël". Het was een uitvloeisel van een in 2000 gesloten akkoord omtrent terbeschikkingstelling van een financiële tegemoetkoming aan roofgeld. De tekst wijst echter niet alleen naar de bank, maar ook naar mensen die hielpen het geld en aandelen te roven.
De natuurstenen plaquette bevat twee Nederlandse tekst onder en boven de Hebreeuwse tekst van de laatste:
In dit gebouw was tijdens de Duitse bezetting
vanaf 1941 de roofinstelling LIRO gevestigd
LIRO richtte zich op de stelselmatige beroving van
de Joodse bevolking van al aarde bezettingen
Een beroofd en uitgeplunderd volk is het, 
geboeid in kerkers heeft men allen, 
en in gevangenissen zijn ze opgesloten, 
tot prooi werden zij en er was geen redder, 
tot beroving en er was niemand die zei
Geef terug
Wie van jullie stelt zijn oren hiervoor open, 
die ernaar luistert en het begrijpt voor de toekomst? 
Wie heeft Jakob tot plundering uitgeleverd
en Israël aan berovers? 
Jesaja 42:22:24